# Очо
Очо (応長) је јапанска ера (ненко) која је настала после Енкјо и пре Шова ере. Временски је трајала једанаест месеци, од априла 1311. до фебруара 1312. године и припадала је Камакура периоду. Владајући монарх био је цар Ханазоно.

## Важнији догађаји Очо ере
- 1311. (Очо 1, први месец): Регент (сешо) Такацукаса Фујухира организује церемонију преласка из детињства у одрасло доба цару Ханазоноу.[3]
- 1311. (Очо 1, трећи месец): Такацукаса Фујухира постаје „кампаку“.[3]
- 1311. (Очо 1, девети месец): Хоџо Моротоки, који је био десети „шикен“ (главни генерал) Камакура власти умире у 37 години.[3]